# День національного визволення Кореї
День національного визволення Кореї — державне свято, що відзначається щорічно 15 серпня як у Південній, так і в Північній Кореї. Воно відзначає день, коли Корея була звільнена від 35-річного японського колоніального панування.

## Етимологія
У Південній Кореї він відомий як Кванбокчол (кор.: хангиль: 광복절, букв. «День відновлення світла»). У Північній Кореї він відомий як Чогукхебангві наль (кор.: хангиль: 조국해방의 날, букв. «День визволення Вітчизни»).
Назва Gwangbokjeol використовує термін «відновлення» (кор.: хангиль: 복, НЛ: bog) замість «незалежність» (кор.: хангиль: 독립, НЛ: dongnip), щоб підкреслити, що Корея була незалежною протягом століть до японського панування.

## Історія

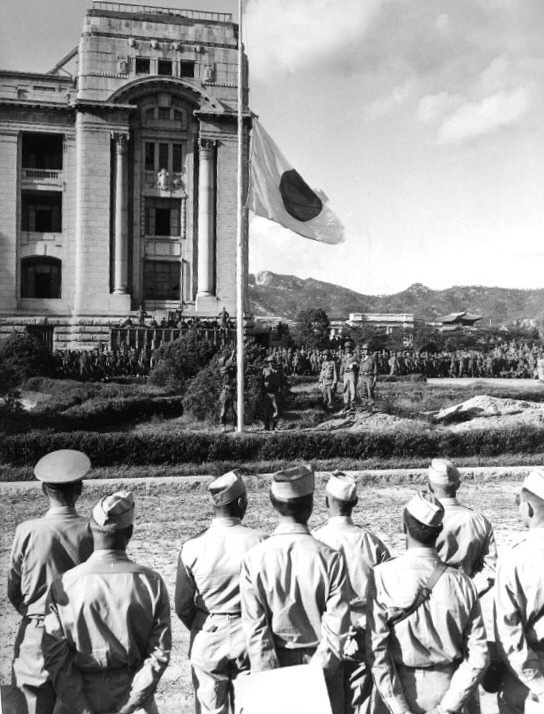
Американські солдати спускають японський прапор над колишньою будівлію Генерального уряду Японії в Сеулі 9 вересня 1945 року.

У цей день відзначається щорічна річниця оголошення про беззастережну капітуляцію Японії 15 серпня 1945 року. Всі війська Імператорської армії Японії отримали наказ здатися союзникам. Незалежні корейські уряди були створені трьома роками пізніше, 15 серпня 1948 року. Корея була незалежною державою протягом століть, але вона зазнавала вторгнень багато разів, останнє вторгнення припадає на період японського панування. Після здобуття незалежності в 1945 році минуло три роки, перш ніж 15 серпня, коли відзначають День національного визволення, було фактично створено Республіку Корея.
15 серпня у багатьох країнах відзначається як День перемоги над Японією, день, коли японський імператор оголосив про капітуляцію країни. Сполучені Штати, однак, відзначають цей день у вересні, коли японці офіційно підписали декларацію про капітуляцію.
День визволення — єдине корейське свято, яке святкують як Північна, так і Південна Корея.

## Північна Корея

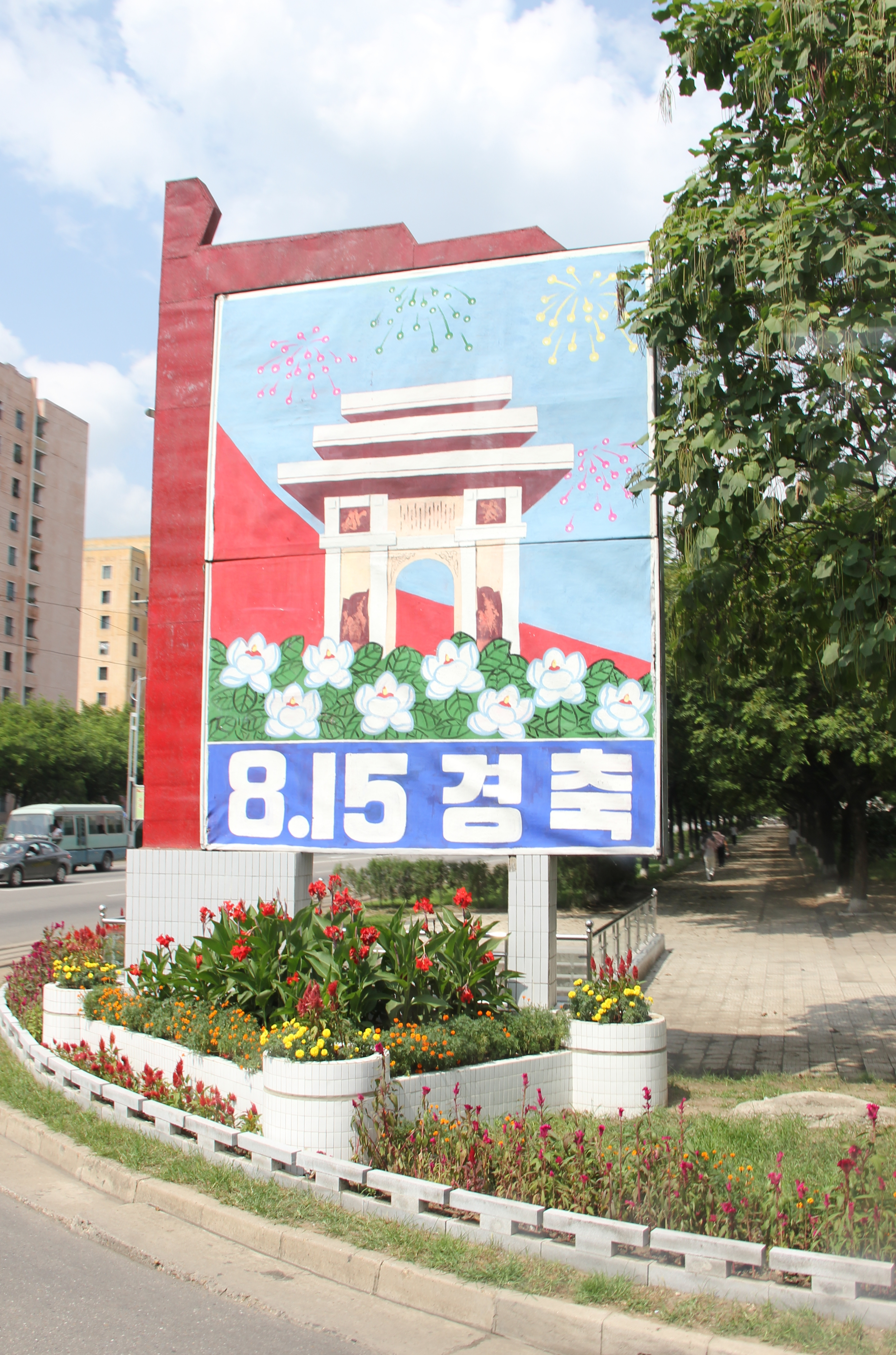
Плакат до Дня визволення в Пхеньяні, Північна Корея

У Північній Кореї заведено призначати весілля на це свято.
Свято часто відзначається військовим парадом на площі Кім Ір Сена в ювілейні роки (наприклад: 25, 40, 50, 60, 70-річчя) за участю Голови Державної Комісії у справах держави та Головнокомандувача Збройних Сил Північної Кореї. Перший парад відбувся в 1949 році на станції Пхеньяна. Повторно він відбувся у 1953 році, а потім проводили щороку до 1960 року, після чого в його проведенні була перерва до початку 2000-х років.

### Зміна часового поясу Північної Кореї у 2015 році
5 серпня 2015 року уряд Північної Кореї вирішив змінити свій часовий пояс назад на UTC+08:30 з 15 серпня 2015 року, і заявив, що офіційна назва буде Пхеньянський час (PYT). Уряд Північної Кореї прийняв це рішення як відхід від «імперіалізму»; зміна часового поясу набула чинності в 70-ту річницю визволення Кореї. Північна Корея скасувала зміну часового поясу в травні 2018 року.

## Південна Корея

### Державне свято
У Південній Кореї в цей день відбувається багато заходів та подій, зокрема офіційна церемонія за участю президента республіки в Залі Незалежності Кореї в Чхонані або в Центрі виконавських мистецтв Седжонг. Під час святкування прапори різних країн світу, вивішені посеред дороги в районі Джамсіл у Сеулі між Олімпійським стадіоном та Олімпійським парком, знімаються і замінюються на національні прапори Південної Кореї.
На всіх будівлях і будинках рекомендується вивішувати національний прапор Південної Кореї Тегукгі. У цей день для нащадків активістів руху за незалежність не лише відкрито більшість громадських музеїв та місць, але й дозволено безкоштовний проїзд у громадському транспорті та міжміських поїздах.
Офіційна пісня «Кванбокчжоль» (광복절 노래) виконується на офіційних церемоніях. Текст пісні написав Чон Інбо (정인보), а мелодію — Юн Йонга (윤용하). У тексті йдеться про те, як «знову торкнутися землі» і про те, як «море танцює», як «цей день — залишає слід 40 років пристрасної крові, застиглий» і як «зберігати це навіки».
Уряд традиційно видає спеціальні помилування Кванбокчолу.

### Замах на вбивство
О 10:23, 15 серпня 1974 року, Мун Се Гванг, прихильник корейського народу Зайничі та симпатик Північної Кореї, намагався вбити президента Пак Чон Хі в Національному театрі Кореї в Сеулі під час церемонії Кванбокчоль; Пак не постраждав, але його дружина Юк Йон Су, перша леді Південної Кореї, була вбита.

## У масовій культурі
- «Пік», або «Життя Лі Йок-са, поета, який прийняв епоху», з Кім Донг-ваном з бойз-бенду Shinhwa у головній ролі — двосерійна спеціальна драма, показана на каналі MBC на честь Кванбокчола. Вона розповідає про життя поета і борця за незалежність Лі Юк Са, який жив за часів японського колоніалізму і помер у в'язниці в 40 років, залишивши після себе близько 40 поетичних творів.[18]
- Третя драматична версія епічного роману Пак Кьонні Тодзі (дослівно «Земля») — це 52-серійна історична драма, яка транслювалася з 27 листопада 2004 року по 22 травня 2005 року південнокорейською телекомпанією SBS на честь 60-річчя Кванбокчеола; це єдина драматична екранізація після того, як було завершено всі 21 том.[19]
- Можливість помилувати в'язнів у цей день була темою комедійного фільму «Втеча з в'язниці»», що вийшов на екрани у 2002 році, де головні герої втікають із в'язниці лише для того, щоб дізнатися, що їх помилують наступного дня в День Національного визволення.

## Додаткова література
- День незалежності Південної Кореї [Архівовано 29 липня 2010 у Wayback Machine.] у розділі «Свята по всьому світу»